# Cilindre de McKendree

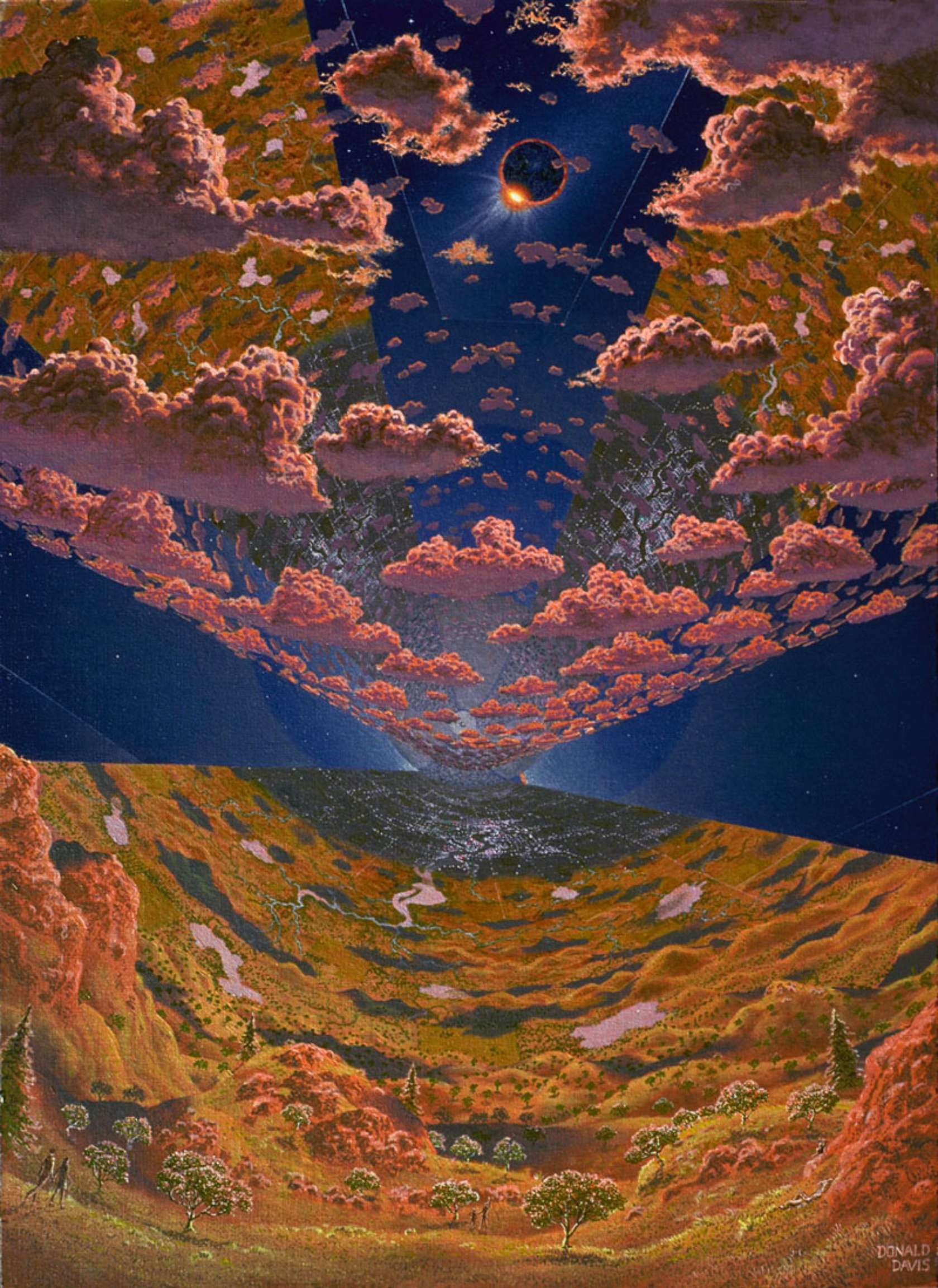

Un cilindre de McKendree és un tipus hipotètic d'hàbitat espacial giratori proposat originalment en els Objectius d'inflexió de la NASA en la conferència de Realitat en l'any 2000 per l'enginyer de la NASA Tom McKendree. Igual que amb altres dissenys d'hàbitat espacial, el cilindre faria girar per produir la gravetat artificial per mitjà de la força centrífuga. El disseny es diferencia dels dissenys clàssics produïts a la dècada de 1970 per Gerard K. O'Neill i la NASA, en què utilitzaria els nanotubs de carboni en lloc d'acer, la qual cosa permet l'hàbitat que es construís fos molt més gran. En la proposta original, l'hàbitat constaria de dos cilindres d'uns 460 km (290 milles) de radi i 4600 km (2,900 milles) de longitud, que conté 13 milions de quilòmetres quadrats (5,1 milions de quilòmetres quadrats) d'espai habitable, gairebé tanta superfície com la de Rússia.
Segons la proposta original, el cilindre McKendree és simplement una versió ampliada del cilindre O'Neill. Igual que el cilindre O'Neill, McKendree va proposar dedicar la meitat de la superfície de la colònia a les finestres, la qual cosa permetria la il·luminació directa de l'interior. L'hàbitat es compondria d'un parell de cilindres de contra-rotació que funcionarien com a volants d'inèrcia per controlar l'orientació de l'hàbitat.

## Cilindres de McKendree en la ficció
Els cilindres de Mckendree són un tipus d'hàbitat en l'univers fictici de projecte de construcció del món Braç d'Orió, però ampliada als límits teòrics dels nanotubs de carboni: 1000 km de radi i 10.000 km de llarg, conté 63 milions de quilòmetres quadrats (24 milions de milles quadrades) d'espai habitable - més gran que el continent d'Euràsia.